# Гримайлов
Грима́йлов (укр. Гримайлів) — посёлок в Чортковском районе Тернопольской области Украины. Административный центр Гримайловской поселковой общины.

## Географическое положение
Посёлок городского типа Гримайлов находится на берегу реки Гнилая, выше по течению на расстоянии в 0,5 км расположено село Глебов, ниже по течению на расстоянии в 0,5 км расположено село Буцыки. Через село проходят автомобильные дороги Т-2002 и Т-2003. Рядом проходит железная дорога, станция Гримайлов в 1-м км.

## История
1595 год — дата основания.
Вскоре после начала Великой Отечественной войны Гримайлов был оккупирован наступавшими немецкими войсками.
В 1956 году присвоен статус посёлок городского типа.
В январе 1989 года численность населения составляла 2540 человек.
В июле 1995 года Кабинет министров Украины утвердил решение о приватизации находившегося в посёлке птицесовхоза.
По состоянию на 1 января 2013 года численность населения составляла 1947 человек.

## Экономика
- ЗАО «Гримайловский консервный завод».

## Объекты социальной сферы
- Школа.
- Школа-интернат.
- Музыкальная школа.
- Детский сад.
- Дом культуры.
- Больница.

## Достопримечательности
- ландшафтный парк (середина XIX в.).
- Церковь Покрова Пресвятой Богородицы (1806 г.);
- Руины синагоги XVIII в., каменные, без крыши;
- Братская могила советских воинов.